# .sr
.sr és el domini de primer nivell territorial (ccTLD) de Surinam. L'opera Telesur, la companyia de telecomunicacions del país.